# Avroult
Avroult är en kommun i departementet Pas-de-Calais i regionen Hauts-de-France i norra Frankrike. Kommunen ligger i kantonen Fauquembergues som tillhör arrondissementet Saint-Omer. År 2022 hade Avroult 541 invånare.

## Befolkningsutveckling
Antalet invånare i kommunen Avroult
| Referens: INSEE |